# رنفروشر شرقی
رنفروشر شرقی (به انگلیسی: East Renfrewshire) یک شهرستان در بریتانیا است که در اسکاتلند واقع شده‌است.
این شهرستان ۱۷۴ کیلومتر مربع مساحت و ۹۱٬۰۰۰ نفر جمعیت دارد.

## خواهرخوانده
شهرهای ترگو مورش و Albertslund خواهرخوانده‌های رنفروشر شرقی هستند.